# گایتانو موسکا
گایتانو موسکا (به انگلیسی: Gaetano Mosca)؛ (۱ آوریل ۱۸۵۸–۸ نوامبر ۱۹۴۱) سیاستمدار اهل ایتالیا بود. وی به نظریه نخبگان و آموزه طبقه سیاسی باورمند است و یکی از سه عضوی است که مکتب نخبه‌گرایی ایتالیایی را به همراه ویلفردو پارتو و روبرت میخلز توسعه داد.

## زندگی
موسکا در سال ۱۸۸۱ از دانشگاه پالرمو در رشته حقوق فارغ‌التحصیل شد. در سال ۱۸۸۷ به رم مهاجرت کرد و به عنوان سردبیر پرونده‌های مجلس نمایندگان ایتالیا مشغول به کار شد. موسکا که گاهی در پالرمو و رم تدریس می‌کرد، در ۱۸۹۶ رئیس حقوق مشروطه در دانشگاه تورین شد. او این موقعیت را تا سال ۱۹۲۴ داشت و در این هنگامی برای تصدی کرسی حقوق عمومی در دانشگاه ساپینزای رم به‌طور دائم در رم ساکن شد. موسکا چند پست دانشگاهی دیگر در طول زندگی خود داشت.
او نسبت به دموکراسی تردید داشت و لیبرالیسم آزادیخواه خود را در تقابل مستقیم با دموکراسی توده‌ای قرار داد. وی در مصاحبه‌ای در سال ۱۹۰۴ اظهار داشت:
من مطمئناً می‌توانم خود را یک ضد دموکرات بنامم، اما من یک ضد لیبرال نیستم. در واقع من با دموکراسی محض مخالفم دقیقاً به این دلیل که یک لیبرال هستم. من معتقدم که طبقه حاکم نباید یکپارچه و یکدست باشد، بلکه باید از عناصر متفاوتی از نظر منشأ و علایق تشکیل شود. در عوض، قدرت سیاسی از یک منبع واحد سرچشمه می‌گیرد، حتی اگر این انتخابات با حق رای عمومی باشد، من آن را خطرناک و مستعد ستمگری می‌دانم. ژاکوبینیسم دموکراتیک یک آموزه غیر لیبرالی است دقیقاً به این دلیل که همه چیز را تابع یک نیروی واحد، به اصطلاح اکثریت، است که هیچ محدودیتی برای آن تعیین نمی‌کند.

## سیاست
در سال ۱۹۰۹ موسکا به عنوان رئیس مجلس نمایندگان ایتالیا انتخاب شد که در آن تا ۱۹۱۹ خدمت کرد. او از ۱۹۱۴ تا ۱۹۱۶ به عنوان معاون دبیر مستعمرات خدمت کرد. در این مدت، موسکا همچنین به عنوان یک روزنامه‌نگار سیاسی در کوریره دلا سرا میلان (بعد از ۱۹۰۱) و تریبونا رم (از ۱۹۱۱ تا ۱۹۲۱) فعال بود. موسکا در سال ۱۹۱۹، نامزد  سناتور مادام‌العمر  پادشاهی ایتالیا شد. او تا سال ۱۹۲۶ فعالانه در این سمت خدمت می‌کرد. در سال ۱۹۲۵ وی مانیفست روشنفکران ضد فاشیست را امضا کرد. 
در موارد متعدد، موسکای مسن پای صحبت رفت و علیه لوایح مورد تأیید بنیتو موسولینی سخنرانی کرد که قصد داشتند حقوق سیاسی و نهادهای پارلمانی را محدود کنند. موسکا مخالفت خود را با این لوایح نه تنها با اشاره به ایمان خود به آزادی‌های سیاسی به عنوان ارزش‌هایی که ارزش حفظ آنها را دارد، بلکه با توسل به «توسعه و پیشرفت» همراه با ملت‌هایی که آزادی‌های سیاسی از طریق نهادهای نماینده حفظ شده بود، توضیح داد. رژیم‌های پارلمانی توانستند از آزادی‌های مدنی و سیاسی محافظت کنند زیرا منبع مستقل اقتدار را برای تحدید قدرت حاکمان فراهم آورده بودند.سخنرانی‌های موسکا در حمایت از آزادی‌های مدنی و دولت پارلمانی و همچنین امتناع قاطع وی از سازش با رژیم فاشیستی، تأثیر مهمی بر اعضای مخالف فکری دیکتاتوری موسولینی مانند گائتانو سالمونینی و پیرو گوبتتی گذاشت.
موسکا بیشتر به خاطر آثار نظریه سیاسی اش مشهور است. اینها در مورد نظریه دولت‌ها و دولت پارلمانی بودند: نظریه دولت‌ها و دولت پارلمانی که در سال ۱۸۸۴؛ عناصر علوم سیاسی (طبقه حاکم) در ۱۸۹۶ و تاریخ دکترین‌های سیاسی که در ۱۹۳۶ منتشر شد.